# NGC 7814
NGC 7814 o UGC 8 es una galaxia espiral localizada en la constelación de Pegasus